# Конголезский змееяд
Конголезский змееяд (лат. Dryotriorchis spectabilis) — вид хищных птиц из семейства ястребиных. Единственный представитель одноимённого рода Dryotriorchis. Выделяют два подвида. Распространены в Африке.

## Таксономия
Конголезский змееяд был впервые описан в 1863 году немецким орнитологом Германом Шлегелем (нем. Hermann Schlegel, 1804—1884) под биноменом Astur spectabilis по образцу, собранному в Центральной области Ганы. В 1874 году британский орнитолог Джордж Эрнест Шелли (англ. George Ernest Shelley), у которого был доступ к большему количеству экземпляров, понял, что этот вид не является настоящим ястребом, и перенес его в монотипический род Dryotriorchis. В 2005 году этот вид был включён в род Circaetus вместе с другими таксонами, широко известными как "змееяды". Однако последующие исследования показали, что данный род является парафилетическим, и на основании этого конголезского змееяда перенесли обратно в род Dryotriorchis.

## Описание
Конголезский змееяд — небольшой ястреб длиной от 54 до 60 см и размахом крыльев 94—106 см. Крылья короткие, закруглённые. Хвост длинный (от 24,5 до 26,8 см), немного закруглённый. Относительно небольшая голова с коротким гребнем на макушке из заострённых перьев. Чёрный клюв короткий, но высокий. Верхняя часть тела тёмно-коричневого цвета, макушка и верхняя часть шеи черновато-коричневые, бока шеи и широкий воротник рыжевато-коричневые. Щеки светло-коричневые, а горло охристо-белое с прожилками. Хвост светло-коричневый, с пятью-шестью широкими чёрными полосами. Грудь и брюхо белого цвета с рыжеватым налётом в некоторых местах; покрыты круглыми черноватыми пятнами у номинативного подвида, а у подвида D. s. bates подобные пятна есть только на боках. Подкрылья в основном белые с чёрными пятнами. Бедра с коричневыми и белыми полосками, подхвостье белое. Большие глаза жёлтого цвета у самцов, серовато-коричневые у самок и коричневатые у молоди. Восковица и лапы жёлтого цвета.
Неполовозрелые особи имеют белую макушку и мантию, в то время как верхняя часть спины покрыта округлыми коричневыми или чёрными пятнами, которые исчезают по мере роста птицы. Крылья и хвост серовато-коричневые и более бледные, чем у взрослых особей, с более тёмными полосами.

## Биология
Конголезский змееяд обитает в густых первичных лесах на высоте ниже 900 метров над уровнем моря. Ведёт одиночный дневной образ жизни. Иногда встречается парами. Охотится с присады, спрыгивая с ветвей на окружающую растительность или на землю и поражая добычу когтями. Большие глаза позволяют этому виду охотиться при слабом освещении в густом подлеске. В состав рациона (известен в основном благодаря анализу содержимого желудков убитых птиц) входят змеи, хамелеоны и другие ящерицы, земноводные и мелкие млекопитающие (хотя зарегистрированные млекопитающие могли быть проглочены змеями, а потом попали в желудки змееядов). Могут безопасно для себя поедать ядовитых животных, таких как жабы из рода Bufo. В результате у птиц появляется частичный иммунитет к буфотоксинам, вырабатываемым жабами. Размножение практически не изучено. Сезон размножения приходится на октябрь—декабрь в Габоне и июнь—ноябрь в Демократической Республики Конго.

## Мимикрия
Конголезский змееяд и воинственный хохлатый орёл (Aquila africana) представляют пример мимикрии у видов, которые не являются близкородственными и различаются стратегией добывания пищи и рационом. Поразительное сходство в окраске оперения, пропорциях и размерах тела позволяет «имитатору» (конголезский змееяд) получать: 1) преимущество в добывании пищи, поскольку их жертвы (змеи и др.) не убегают и не прячутся от «модели» (хищник-птицеед воинственный орёл); 2) снижение хищничества или преследования со стороны «моделей» или других хищных птиц; 3) уменьшение скоплений мелких птиц, которые избегают хищников-птицеедов.

## Подвиды и распространение
Выделяют два подвида:
- D. s. spectabilis (Schlegel, 1863) — от Сьерра-Леоне и Либерии до севера Камеруна
- D. s. batesi Sharpe, 1904 — от юга Камеруна до юга Судана, Демократической Республики Конго и северо-запада Анголы